# Elsie Inglis
Elsie Maud Inglis (Naini Tal, 16 de agosto de 1864 – Newcastle upon Tyne, 26 de noviembre de 1917) fue una médica y activista feminista escocesa. Fundó la asociación Scottish Women's Hospitals con hospitales distribuidos en Europa durante la Primera Guerra Mundial.

## Biografía

### Primeros años y formación
Elsie Inglis nació en 1864 en Naini Tal, India. Su padre trabajaba para la Compañía Británica de las Indias Orientales y era un defensor de los derechos de la mujer y de proveer las mismas oportunidades de acceso a la educación. Pasó sus primeros años en India y luego en Tasmania. En 1878 se mudó con su familia a Edimburgo, donde realizó sus estudios secundarios. Tras concluir el secundario realizó un curso de etiqueta para señoritas en París. Retornó luego a Escocia y en 1886 se unió al Edinburgh School of Medicine for Women, una institución fundada por Sophie Jex-Blake para educar a mujeres médicas. El Reino Unido permitía a las mujeres matricularse como médicas desde 1876 pero las universidades aun no admitían el ingreso de estas como estudiantes. Luego de diferencias con Jex-Blake ayudó fundó a fundar el Medical College for Women, en el cual luego sería profesora de ginecología, y luego completó su formación con Sir William MacEwen en la Glasgow Royal Infirmary. Realizó entrenamiento en hospitales para mujeres en Londres y Dublín antes de regresar a Edimburgo en 1894 para cuidar a su padre enfermo hasta su muerte. Ese año fundó un pequeño centro médico con Jessie McGregor dedicado a cuidados de enfermería y de maternidad. En 1899 se graduó con un título en medicina de la Universidad de Edimburgo una vez que fue posible que las mujeres estudiarán en universidades.
Tras obtener su título universitario se perfeccionó en Austria y Estados Unidos. Al retornar una vez más a Edimburgo en 1905 trasladó su centro médico The Hospice a la Royal Mile y al cabo de unos años era uno de los principales centros para el entrenamiento de parteras. En 1905 aceptó un puesto como especialista de consulta en el Bruntsfield Hospital, un hospital de día para mujeres. También se involucró en diversas organizaciones sufragistas como la National Union of Women's Suffrage Societies y la Edinburgh National Society for Women's Suffrage.

### Primera Guerra Mundial

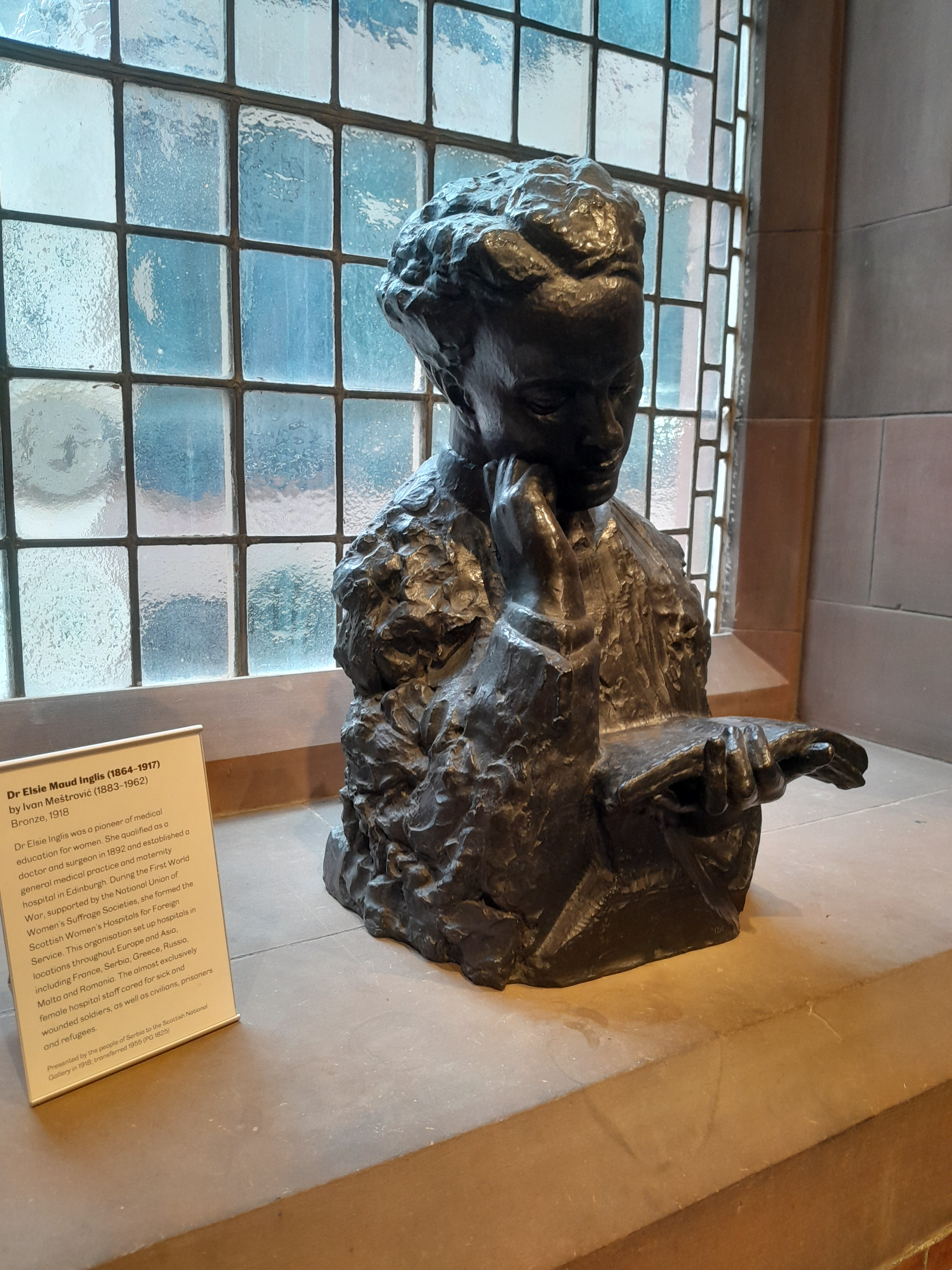

En 1914 con el comienzo de la Primera Guerra Mundial se voluntarió para servir como médica en la Royal Army Medical Corp. Fue rechazada con la explicación: «Mi buena señora, vaya a casa y siéntese quieta». No contenta con eso decidió fundar el Scottish Women's Hospitals con el apoyo de asociaciones feministas para la colecta de fondos y bajo la consigna de que las mujeres tenían formas de ayudar en el conflicto bélico. La asociación ofreció su ayuda a otros países Aliados y estos sí aceptaron su ayuda. Montó entonces hospitales integrados por mujeres a lo largo de los frentes de batalla en Europa para apoyar en el tratamiento de los soldados heridos. Esto tenía el fin adicional de demostrar a la sociedad como las mujeres sí tenían habilidades para realizar trabajos que les eran negados en base a las construcciones sociales de la época. Inglis estuvo en Francia, Rusia y Serbia, donde pasó gran parte de la guerra y donde fue brevemente prisionera de guerra en 1915. Es especialmente recordada en Serbia por ayudar con el tratamiento del Tifus epidémico, el cual azotó al país durante la guerra y causó la muerte del 16% de la población. Se ganó la descripción de "Madre serbia de Escocia" por parte de los serbios, a los que ella se refería cariñosamente como "sus queridos serbios". En 1916, Serbia le concedió la Orden del Águila Blanca.

No se me ocurre nada más pragmático que llevar a los hombres en casa el hecho de que las mujeres pueden ayudar de forma inteligente en cualquier tipo de trabajo. Tanto trabajo se ha hecho en lugares donde ellos no lo pueden ver. Sobre esto verán cada parte.
Elsie Inglis

La salud de Inglis empeoró en 1917 a raíz de un cáncer. Aun así continuó dirigiendo la unidad aunque ya no podía realizar cirugías. Una vez que la unidad terminó sus tareas retornó al Reino Unido y murió unos días después de llegar a Newcastle upon Tyne. Sus restos fueron trasladados a Edimburgo y velados en la Catedral de Saint Giles. La asociación Scottish Women's Hospital continuó prestando servicios hasta el final de la guerra y contó con 1500 mujeres y veinte hombres a su servicio en diecisiete hospitales. En 1925 se fundó el Elsie Inglis Memorial Hospital y el mismo funcionó hasta 1992 como centro de maternidad.